# Collegio di Blaenau Gwent and Rhymney
Blaenau Gwent and Rhymney è un collegio elettorale gallese, rappresentato alla Camera dei Comuni del Parlamento del Regno Unito. Elegge un membro del Parlamento con il sistema first-past-the-post, ossia maggioritario a turno unico; l'attuale parlamentare è Nick Smith del Partito Laburista, che rappresenta il collegio dal 2024.

## Estensione
Il collegio è costituito dall'intera area dell'ex collegio di Blaenau Gwent e da parti dei collegi di Blaenau Gwent, Caerphilly, Islwyn e Merthyr Tydfil and Rhymney

## Membri del parlamento
| Elezione | Elezione | Deputato   | Partito   |
| -------- | -------- | ---------- | --------- |
|          | 2024     | Nick Smith | Laburista |

## Risultati elettorali

### Elezioni negli anni 2020
| Partito                    | Partito                    | Candidato                  | Risultati 4 luglio 2024 | Risultati 4 luglio 2024 |
| Partito                    | Partito                    | Candidato                  | Voti                    | %                       |
| -------------------------- | -------------------------- | -------------------------- | ----------------------- | ----------------------- |
|                            | Laburista                  | Nick Smith                 | 16 027                  | 53,49                   |
|                            | Plaid Cymru                | Niamh Salkeld              | 3 884                   | 12,96                   |
|                            | Conservatore               | Hannah Jarvis              | 3 776                   | 12,60                   |
|                            | Indipendente               | Mike Whatley               | 2 409                   | 8,04                    |
|                            | Verde                      | Anne Baker                 | 1 719                   | 5,74                    |
|                            | Lib Dem                    | Jackie Charlton            | 1 268                   | 4,23                    |
|                            | Workers                    | Yas Iqbal                  | 570                     | 1,90                    |
|                            | Comunista                  | Robert Griffiths           | 309                     | 1,03                    |
|                            |                            |                            |                         |                         |
| Iscritti                   | Iscritti                   | Iscritti                   | 70 153                  | 100,00                  |
| ↳ Votanti (% su iscritti)  | ↳ Votanti (% su iscritti)  | ↳ Votanti (% su iscritti)  | 29 962                  | 42,71                   |
| ↳ Astenuti (% su iscritti) | ↳ Astenuti (% su iscritti) | ↳ Astenuti (% su iscritti) | 40 191                  | 57,29                   |